# Alsamixer

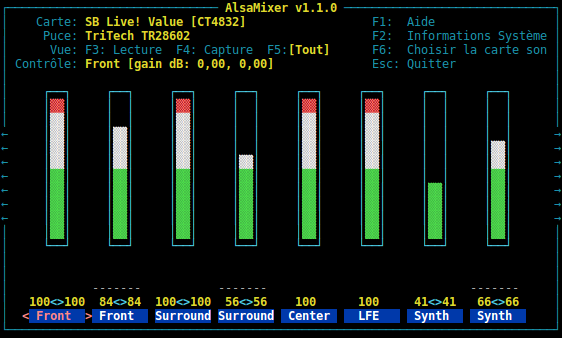
Una captura de alsamixer.

alsamixer es un programa de mezclado de audio para la arquitectura de sonido de Linux ALSA. Se utiliza para configurar el sonido y ajustar los volúmenes. Tiene una interfaz para usuarios basada en ncurses (modo texto) y no necesita del sistema X Window System. Soporta gran variedad de placas de sonidos con dispositivos múltiples.

## Opciones de línea de comandos
| Opción                                | Descripción |
| ------------------------------------- | --- |
| -h, -help                             | Ayuda: muestra las opciones disponibles.                                                                                          |
| -c <número de placa o identificación> | Selecciona la placa de sonido a utilizar, si en el sistema existen más de una placa. Las placas se numeran desde 0 (por defecto). |
| -D <identificación de dispositivo>    | Selecciona el mezclador para el control.                                                                                          |
| -g                                    | Cambia el uso de colores. |
| -s                                    | Minimiza la ventana del mezclador                                                                                                 |
| -V <modo de vista>                    | Selecciona el modo de vista inicial, reproducción, captura o todos.                                                               |